# سيلفيا وينتر
سيلفيا وينتر (بالإنجليزية: Sylvia Wynter)‏ (11 مايو 1928 في كوبا)؛ مؤلِّفة، كاتِبة مسرحية، ناقدة، ممثلة وروائية جامايكية. درست في كلية الملك في لندن.

## روابط خارجية
- سيلفيا وينتر على موقع IMDb (الإنجليزية)